# Leptogenys parvula
Leptogenys parvula é uma espécie de formiga do gênero Leptogenys, pertencente à subfamília Ponerinae.